# Шовкопляс Олексій Володимирович
Олексій Володимирович Шовкопляс (11 лютого 1956, Свяченівка, Дворічанський район, Харківська область, Українська РСР, СРСР) — український дипломат. Надзвичайний та повноважний посол України.

## Життєпис
Народився 11 лютого 1956 в селі Свяченівка, Дворічанський район, Харківська область.
У 1981 закінчив Харківський державний університет, філологічний факультет.
У 1996 пройшов курс навчання за спеціальністю «Міжнародні відносини» в Middle East Technical University в м. Анкара, Туреччина.
У 1999 закінчив Національну юридичну академію ім. Ярослава Мудрого.
З 1989 по 1991 — Старший редактор «Агентство Печати Новости» .
З 1991 по 01.1992 — Другий секретар, заступник завідувача інформаційного відділу Посольства СРСР в Шрі-Ланці.
З 1992 по 1994 — Викладач. Заступник декана Харківського державного економічного університету.
З 1994 по 1996 — Провідний спеціаліст Комітету міжнародних економічних зв'язків Харківського облвиконкому.
З 1996 по 1997 — Заступник начальника Управління Європи і Америки МЗС України.
З 1997 по 2000 — Радник Посольства України в Туреччині. Тимчасовий Повірений України в Туреччині.
З 2001 по 2002 — Заступник начальника Управління ООН та інших міжнародних організацій МЗС України.
З 2002 по 2003 — Виконувач обов'язків начальника Управління інформації МЗС України.
З 2003 по 2004 — Начальник Управління інформації МЗС України.
З 05.03.2004 по 03.11.2005 — Надзвичайний та Повноважний Посол України в Македонії.
З 2005 по 2010 — Посол з особливих доручень МЗС України.
З 11.06.2010 — 19.07.2019 рр. — Надзвичайний та Повноважний Посол України у В'єтнамі.
З 25.01.2012 — 19.07.2019 рр. — Надзвичайний та Повноважний Посол України у Королівстві Камбоджа за сумісництвом.

## Знання мов
Володіє російською, англійською, турецькою та македонською мовами.

## Сімейний стан
Одружений.